# Rikskriminalpolisen
Rikskriminalpolisen, även kallad Rikskriminalen, Rikskrim eller RKP, var en avdelning under Rikspolisstyrelsen fram till slutet av 2014. Från och med 2015 har den till stor del ersatts av Nationella operativa avdelningen.
RKP bekämpade grov brottslighet inom hela Sverige, och ansvarade för ett antal samordnings- och stödfunktioner för den svenska polisen. RKP var ingen egen myndighet utan sorterade under Rikspolisstyrelsen (RPS).

## Rikskriminalpolisens uppdrag
Rikskriminalpolisens uppdrag bestod av fyra delar: kamp mot grov organiserad brottslighet, internationellt samarbete, krisberedskap och särskilda händelser samt bekämpning av mängd- och seriebrottslighet.
Huvuduppdraget var att på nationell och internationell nivå bekämpa grov organiserad brottslighet och försämra de kriminella organisationernas förutsättningar att verka i Sverige. Eftersom detta uppdrag krävde samarbete med polismyndigheter i andra länder, låg den svenska polisens internationella samarbete inom Rikskriminalpolisens ansvarsområde. Det inkluderade den svenska polisens fredsfrämjande verksamhet, där svenska poliser deltar i fredsbevarande uppdrag utomlands. I Rikskriminalpolisens uppdrag ingick även att samordna polisens insatser vid händelser av riksangelägenhet. I krissituationer kunna Rikskriminalpolisen som central operativ polis snabbt ställa om verksamheten och samordna polisens insatser på en nationell nivå.

## Organisation
- Staben hade som huvuduppgift att utgöra strategiskt ledningsstöd till Rikskriminalpolischefen.
- Kriminalpolisenheten (KPE) hade som huvuduppgift att ansvara för den centrala kriminalunderrättelseverksamheten i Sverige. Här ingick Underrättelseenheten (kriminalunderrättelsetjänst och analys), Finanspolisen (FIPO), IT-brottssektionen, Sektionen för särskilda insatser, Spaningssektionen samt Utredningssektionen med Gärningsmannaprofilgruppen och Riksmordkommissionen.
- Centrala gränskontrollenheten (CGE) samordnade svensk gränskontroll, inre utlänningskontroll och avvisningar. Enheten var också den europeiska gränskontrollbyrån Frontex kontaktpunkt i Sverige.
- Ordningspolisenheten (OPE) verkade både nationellt och internationellt och hade beredskap för terroraktioner och andra krissituationer. Här ingick Polisflyget, Nationella insatsstyrkan, Polisens utlandssektion, Rikskommunikationscentralen, Polishundtjänsten och Sektionen för ordningspolisiära frågor.
- Enheten för internationellt polissamarbete (IPO) var nationell operativ kontaktpunkt för samarbetet inom Interpol, Europol, Schengensamarbetet samt polis och tull inom Norden.
- Ekobrottskansliet (EBK) hade som huvuduppgift att leda polisverksamheten vid Ekobrottsmyndigheten.

Rikskriminalpolisen sysselsatte totalt cirka 705 personer. Av dessa arbetade ca 180 på uppdrag av Ekobrottsmyndigheten, ca 110 i Utlandsstyrkan och ca 8 var utlandsstationerade .
Flera av dessa enheter återfinns idag inom Nationella operativa avdelningen.

### Rikskriminalpolischefer
- 1981 – 1994-april: Tommy Lindström
- 1994-maj – 1996-aug: Jörgen Almblad[2][3]
- 1996-sept – 2004: Lars Nylén[4]
- 2004 – 2010: Therese Mattsson
- 2010 – 2013: Klas Friberg
- 2013 – 2014: Henrik Malmquist

## Rikskriminalpolisen efter 2015
Huvudartikel: Polisens nationella operativa avdelning
Efter det att Polisen från och med 2015 blivit en myndighet har Rikskriminalpolisen ersatts av Polisens nationella operativa avdelning (NOA).